# Stokes Hill
Der Stokes Hill (in Argentinien Monte Teniente ‚Leutnantberg‘) ist ein markanter, felsiger und 270 m hoher Hügel auf der Doumer-Insel im Palmer-Archipel vor der Westküste der Antarktischen Halbinsel. Er ragt 1,5 km südöstlich des Doumer Hill auf.
Teilnehmer der Vierten Französischen Antarktisexpedition unter der Leitung des Polarforschers Jean-Baptiste Charcot kartierten ihn. Eine hydrographische Einheit der Royal Navy nahm zwischen 1956 und 1957 Vermessungen vor. Das UK Antarctic Place-Names Committee benannte den Hügel 1958 in Erinnerung an die Erstbesteigung des Hügels durch O. Lynch, Maschinist (im englischen Seemannsjargon Stokes) des von dieser Einheit eingesetzten Vermessungsboots. Der Hintergrund der argentinischen Benennung ist nicht überliefert.